# ويليام كانتويل
ويليام كانتويل هو سياسي كندي، ولد في 24 أبريل 1804 في تروي في الولايات المتحدة، وتوفي في 20 نوفمبر 1886 في فرانكلين في كندا. حزبياً، نشط في Conservative Party of Quebec (historical) ‏. وقد انتخب عضو الجمعية الوطنية في كيبك ‏.